# Lípa ve Staré Pasečnici
Lípa ve Staré Pasečnici je památný strom v osadě Stará Pasečnice v obci Pasečnice, jižně od Domažlic. Čtyřistaletá  lípa velkolistá (Tilia platyphyllos) roste před domem čp. 30 (u Maksů) u silnice v nadmořské výšce 500 m. Obvod jejího kmene měří 465 cm a koruna stromu dosahuje do výšky 29 m (měření 1994). Lípa je chráněna od roku 1980 pro svůj věk, vzrůst a estetickou hodnotu.
Mohutné kořeny lípy svým růstem začaly narušovat opěrnou zeď nad silnicí a tak obecní úřad nechal vybudovat v roce 1992 novou opěrnou zeď – z 36 tun kamene vzniklo 41 m zdi za 105 tisíc korun.
Další mohutné lípy obce rostou u Vodkřížů a u Škarvanů.

## Stromy v okolí
- Modřín v Jubilejním hájku